# Living for Tomorrow
Living For Tomorrow (僕たちは明日に向かって生きるのだ Bokutachi wa Asu ni Mukatte Ikiru no da) er en japansk enbinds boys love-manga skrevet og tegnet af Taishi Zaou (også kendt som Mikiyo Tsuda). Den gik oprindelig som serie i magasinet Dear+ og blev efterfølgende udgivet som bind af Shinshokan i 2005. Den er oversat til engelsk af Digital Manga Publishing og til tysk af Egmont Manga & Anime.
Mangaen handler om gymnasieeleven Tasuku Mizuochi, der opdager at hans afdøde mor bragte andre held, og han spekulerer på, om han har arvet denne egenskab. For at finde ud af det, tilstår han sine følelser til sin ven Ryouta, idet han håber, at hvis han dater sin ven, kan han gøre ham heldig. Men moderens held har været fokus for et tv-show, og nu forsøger ikke så få at få fat i Tasuku mod hans vilje.
I efterordet bemærkede Taishi Zaou, at mangaen manglede styrke. Hun havde parallelt arbejdet med den populære mangaserie Princess Princess men at have to serier i gang blev for meget, og resultatet blev at Living for Tomorrow måtte holde pause i et år. Det førte imidlertid til, at tegnestilen ændrede sig, idet Taishi Zaou i mellemtiden havde glemt, hvordan figurerne skulle tegnes. Derudover blev det ikke til noget med ideer om at lade Tasuka møde flere entertainere eller vise hans far mere.

## Anmeldelser
Leroy Douresseaux, der skriver for Comic Book Bin fandt at historien ikke var særligt bemærkelsesværdig men nød Zaous tegninger, især figurernes ansigter, og besluttede i sidste ende at det løftede mangaen som helhed opover det jævne. Courtney Kraft, der skriver for Graphic Novel Reporter følte at mangaen aldrig blev "unødvendig og værdiløs" og nød temaerne med "venskab, troskab og den feminine fantasi hos unge mænd der åbner op for hinanden". Kraft følte dog, at denne fantasi betød, at dialogen mellem figurerne var urealistisk "ren", og at figurerne var for "forstående og modne" til at være gymnasieelever. Michelle Smith, der skriver for PopCultureShock, var uimponeret over mangakaens shoujo-mangaer men følte, at Zaous sans for humor passede bedre til yaoi.

## Manga
| Bind | Titel                                                                                          | Udgivet i Japan | Japansk ISBN-nummer |
| ---- | ---------------------------------------------------------------------------------------------- | --------------- | ------------------- |
| -    | Living For Tomorrow 僕たちは明日に向かって生きるのだ (Bokutachi wa Asu ni Mukatte Ikiru no da) | 31. januar 2005 | ISBN 4-403-66101-7  |